# Старий порт Марселя
43°17′41″ пн. ш. 5°22′15″ сх. д. / 43.29472° пн. ш. 5.37083° сх. д.
Старий порт Марселя (фр. Vieux-Port de Marseille, [vjøpɔʁ də maʁsɛj]) розташований в кінці вулиці Канеб'єр, головної артерії Марселя. З давніх часів це була природна міська гавань, а зараз — улюблене місце відпочинку в Марселі та туристична пам'ятка міста. У 2013 році порт став переважно пішохідним.

## Історія
У 600 році до нашої ери грецькі поселенці з Фокеї висадилися в Лакідоні, скелястій середземноморській бухті, де зараз розташований Старий порт Марселя. Вони заснували на північному березі емпоріон (місце торгівлі). До дев'ятнадцятого століття Старий порт залишався центром морської діяльності в Марселі. У середні віки землю в дальньому кінці порту використовували для вирощування конопель для місцевого виробництва мотузок для мореплавців, звідки і походить назва головної магістралі Марселя, Канеб'єр.
Велике абатство Св. Віктора було поступово споруджене між третім і дев'ятим століттями на пагорбах на південь від Старого порту, на місці еллінських поховань.
Між п'ятнадцятим і сімнадцятим століттями при Людовиках XII і Людовику XIII були побудовані причали, а також важлива верф для галеонів. Після повстання громадян Марселя проти свого губернатора Людовик XIV наказав звести форти Сен-Жан і Сен-Нікола біля входу в гавань, а також створив арсенал і флот у самому Старому порту. Сумнозвісний arsenal des galères (місце ув'язнення та примусових робіт) був розташований на лівому боці Старого порту між Cours Jean-Balard та Cours Estienne-d'Orves: ті, хто був засуджений до рабства на галерах у королівському військовому флоті, були позначені літерами GAL.

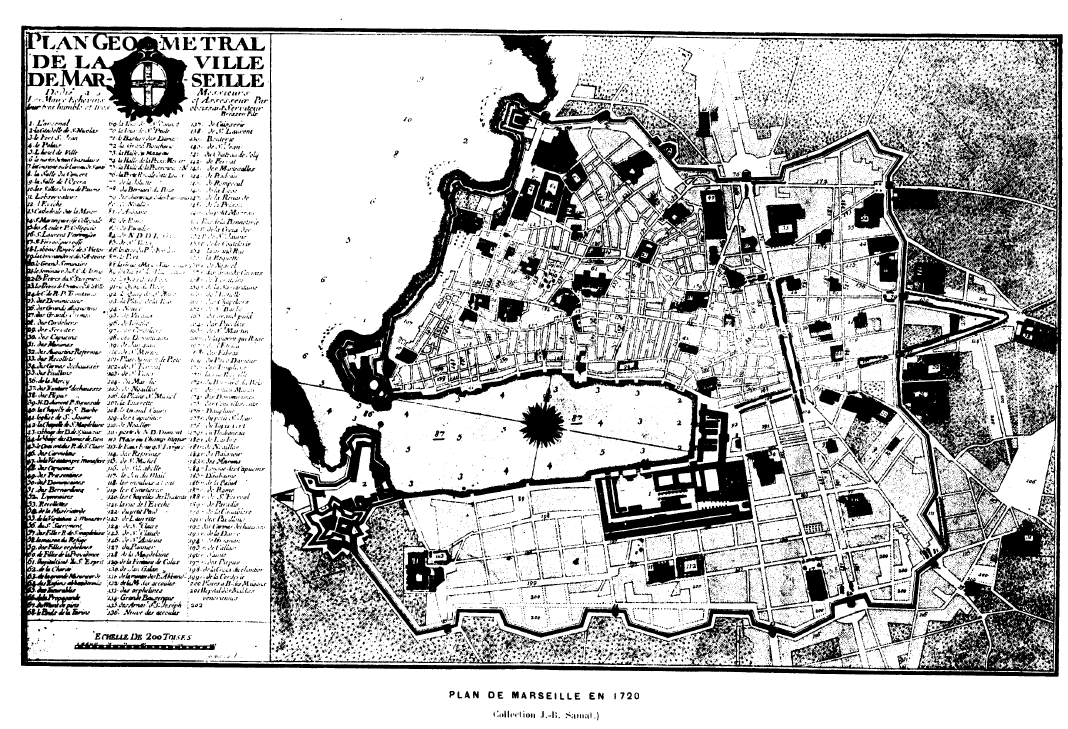
Карта Марселя, 1720 рік

За словами Джона Мюррея, у 1854 році Старий порт мав місткість від 1000 до 1200 кораблів. Приблизно 18 000 торговельних суден проходили через порт щороку, перевозячи близько 20 мільйонів барелів вантажу; це становило чверть торгівлі в Ліверпулі на той час. Однак 6-метрова глибина гавані виявилася проблематичною для пароплавів пізніше; набагато глибші доки були побудовані в районі Ла-Жольєтт. Під час Другої світової війни Старий порт залишився в руїнах. За свідченнями очевидців, у січні 1943 року нацисти за допомогою французької поліції підірвали значну частину історичного Старого міста та зруйнували гігантський повітнярий паром «transbordeur», інженерний шедевр та головний символ Марселя в XIX і першій половині XX століття, який можна порівняти з Ейфелевою вежею в Парижі. У 1948 році Фернан Пуйон був призначений відповідальним за реконструкцію зруйнованого старого кварталу.
Коли, починаючи з 1840-х років, уздовж узбережжя кварталу Ла-Жолієтт на північному заході були побудовані нові гавані, причали та доки, багато портових процесів було перенесено за межі Старого порту. Згодом нові портові споруди були побудовані далі на північний захід, в результаті чого утворився сьогоднішній Великий морський порт Марселя: портові споруди, що простяглися аж до Л'Естак і південного входу в тунель Ров, а також розбудова інфраструктури навколо Фос-сюр-Мер і вздовж берега Етанг де Берр. Старий порт сьогодні використовується як пристань для яхт, як термінал для місцевих човнових прогулянок, а також тут розміщено місцевий рибний ринок. У 2013 році Старий порт став здебільшого пішохідним. Його було реконструйовано як велику громадську площу після міжнародного архітектурного конкурсу, який виграв Мішель Девінь Пейсагіст, спільно з Foster and Partners. Проект також передбачав другу фазу з парками, які були побудовані навколо порту в 2020 році на суму 64 мільйони євро.

## Старий порт у масовій культурі
- Дія роману «Граф Монте-Крісто» Александра Дюма відбувається в Старому порту та в замку Іф.
- Фільми Маріус, Фанні і Сезар Марселя Паньоля.
- «Справжнє кохання» було частково знято в барі «Бар де ла Марин» у Старому порту.
- Багато барів і кафе навколо Старого порту згадуються в детективних романах Жан-Клода Іззо.
- Ян Флемінг помістив сцени у своєму романі про Джеймса Бонда «Про секретну службу Її Величності» в Старому порту та поблизу нього.
- Клод Маккей у своєму романі 1929 року «Банджо» розповідає про життя американців-емігрантів у Ла-Жолієтт і досліджує сприйняття раси та культури в Європі та США.
- Старий порт показаний у фільмах «Французький зв'язок» і «Французький зв'язок 2» з Джином Гекманом у головній ролі.
- «Сім громів» (назва в США: «Звірі Марселя»), чорно-білий британський фільм 1957 року про Марсель під час Другої світової війни, дія якого розгортається у Старому портовому кварталі та закінчується його руйнуванням.

## Цікаві місця навколо Старого порту
- Абатство Св. Віктора, на південній стороні Старого порту, одне з найстаріших місць християнського поклоніння у Франції.
- Маяк Святої Марії.
- Вулиця Канеб'єр, розташована у дальньому кінці Старого порту на Набережній бельгійців.
- Hôtel de Ville (ратуша).
- історичний пором, що курсує між протилежними сторонами Старого порту.
- Музей римського доку.
- Musée des civilizations de l'Europe et de la Méditerranée, MUCEM (Музей європейських і середземноморських цивілізацій)

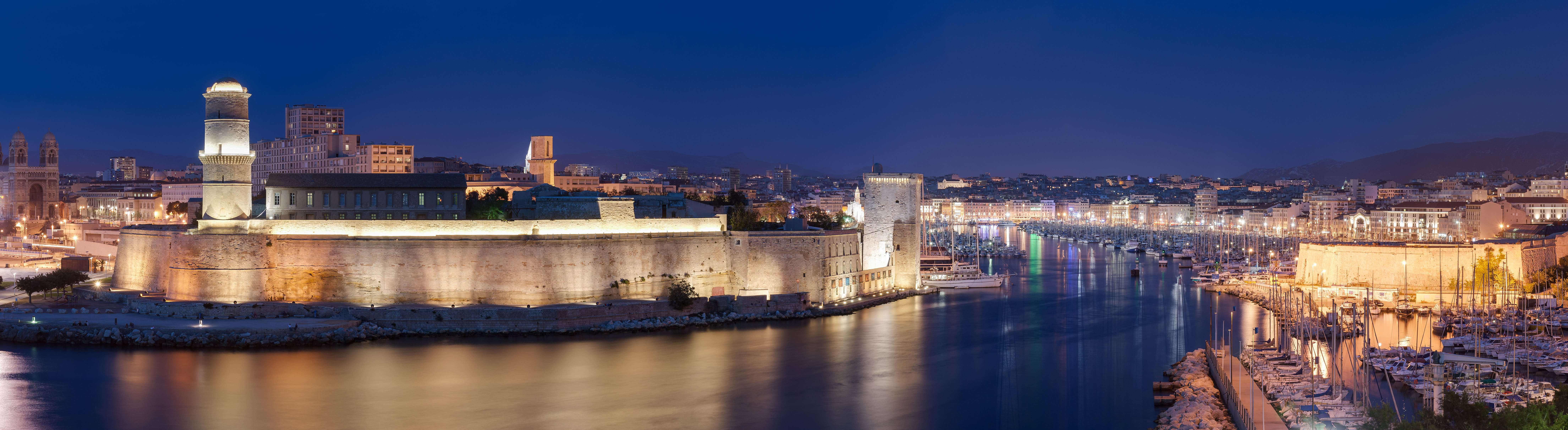
Старий порт Марселя, вночі, видно з парку Фаро

## Галерея

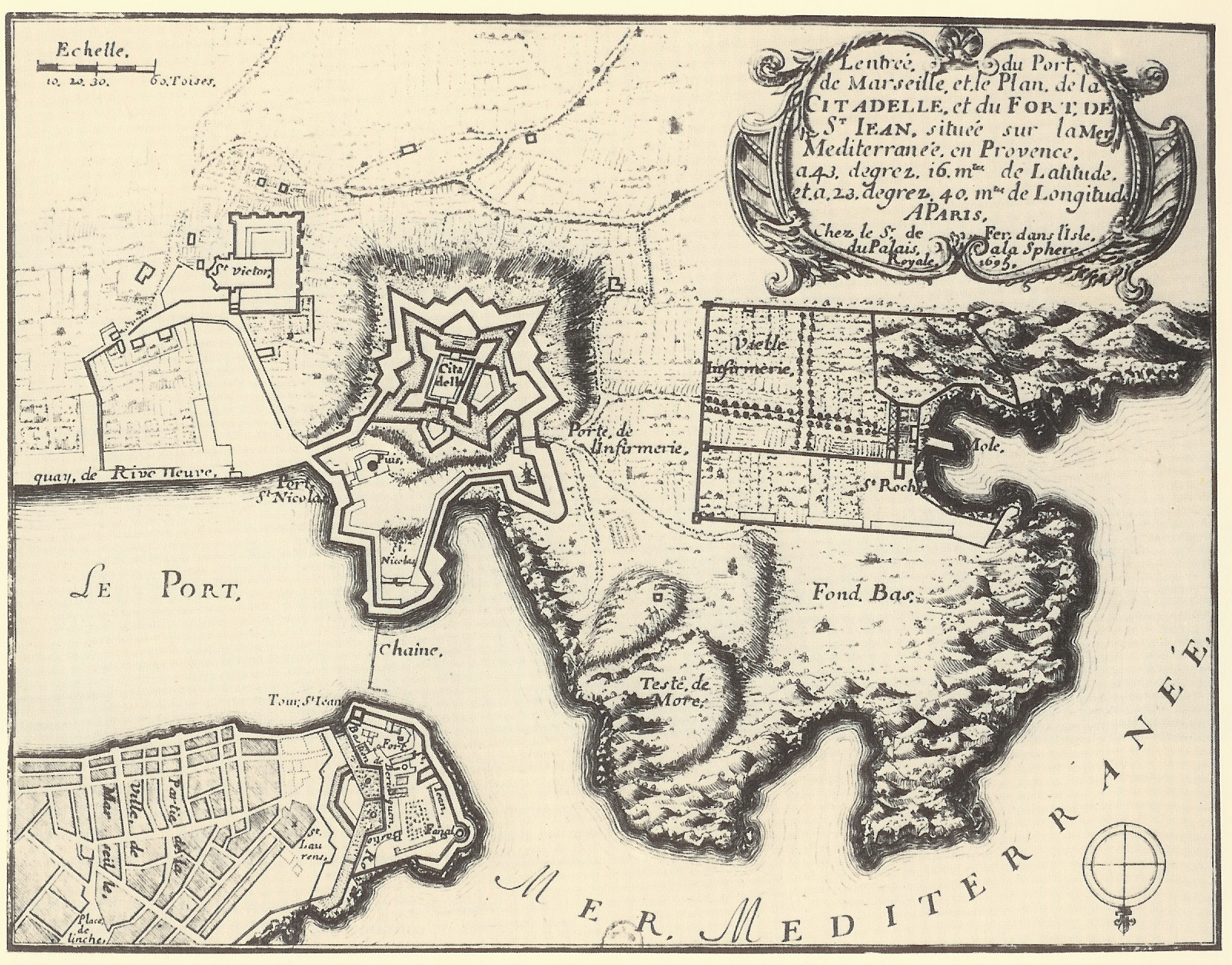
Вхід до Старого порту, 1695 рік
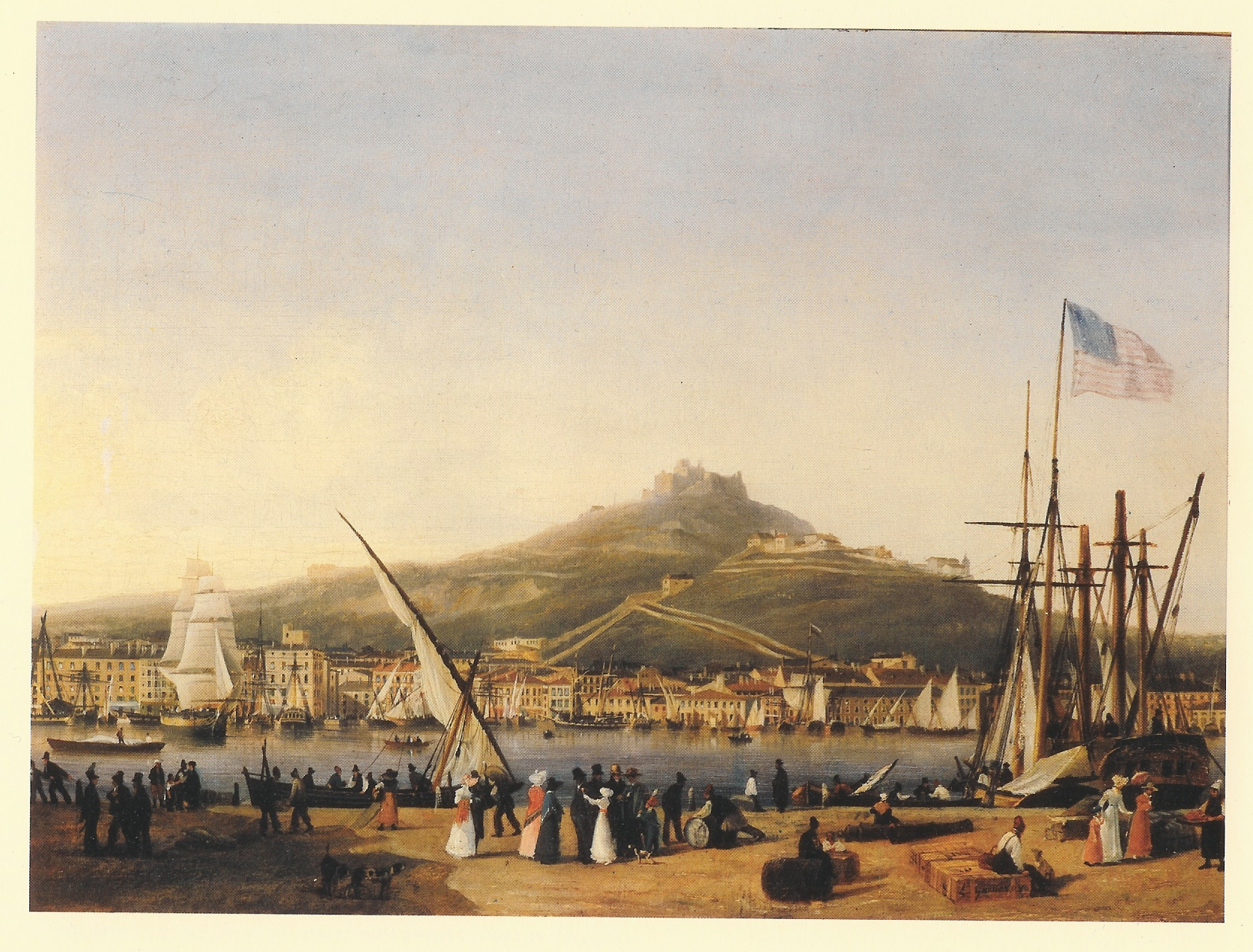
Старий порт з готелю Hotel de Ville, 1820 рік
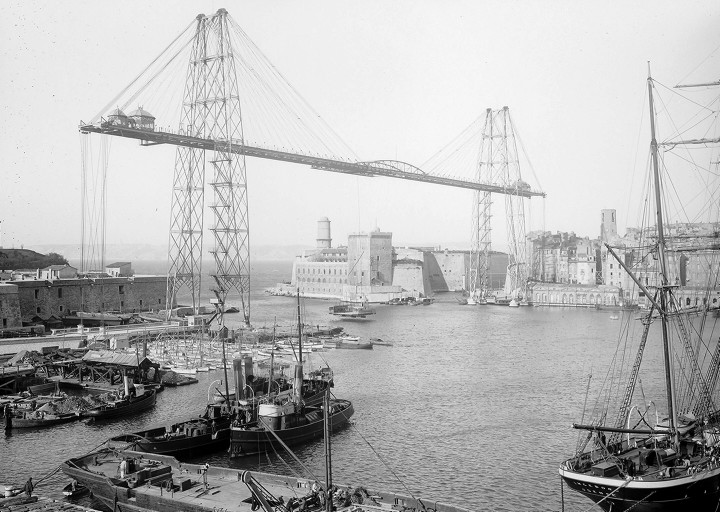
Повітнярий паром "Трансборд"
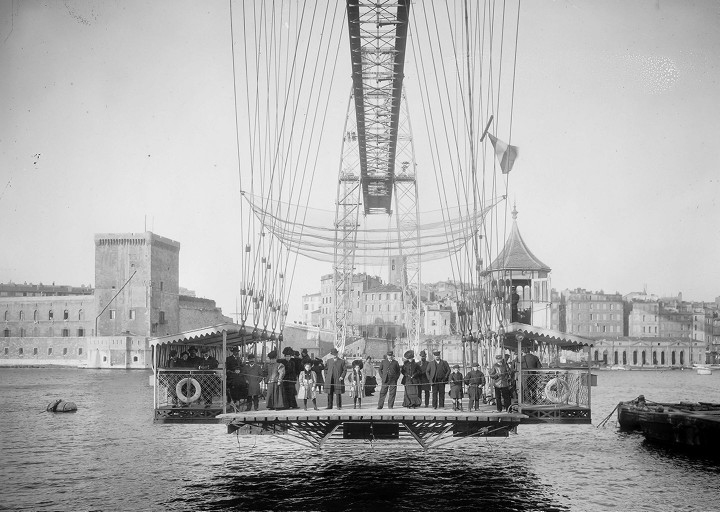
Повітнярий паром "Трансборд"
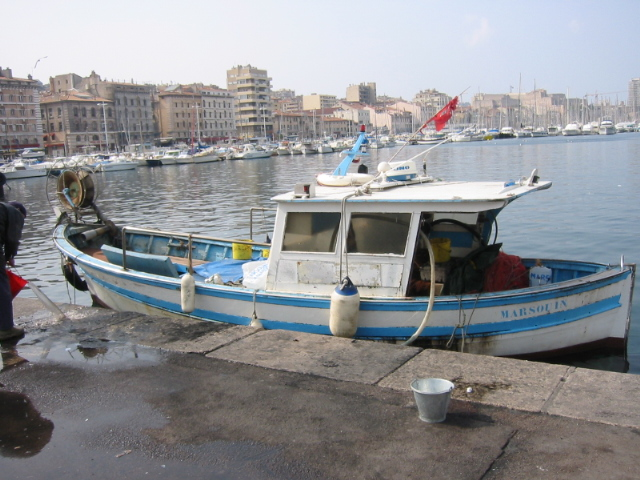
Традиційний рибальський човен у Старому порту
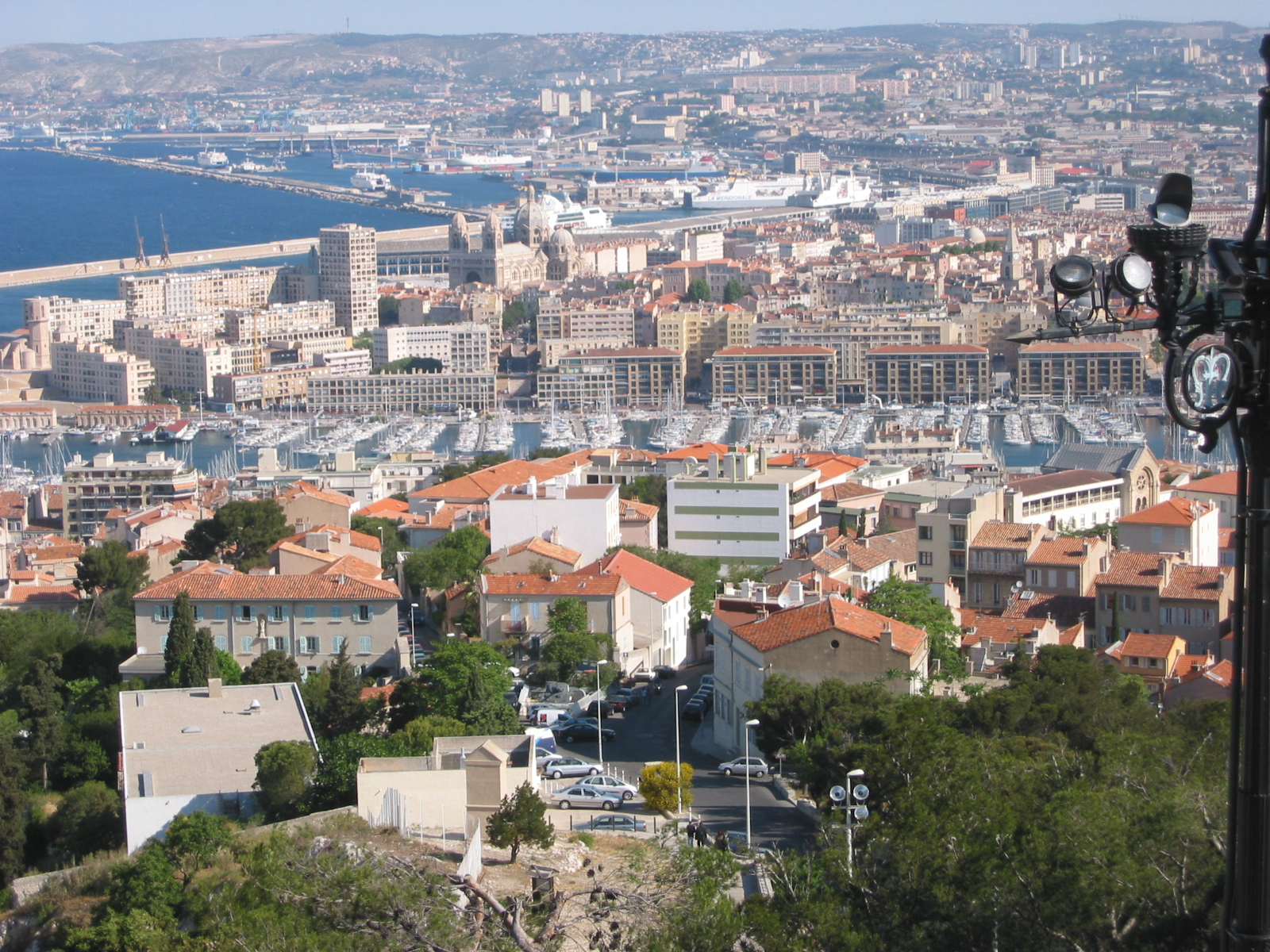
Порти Марселя від парку Пюже
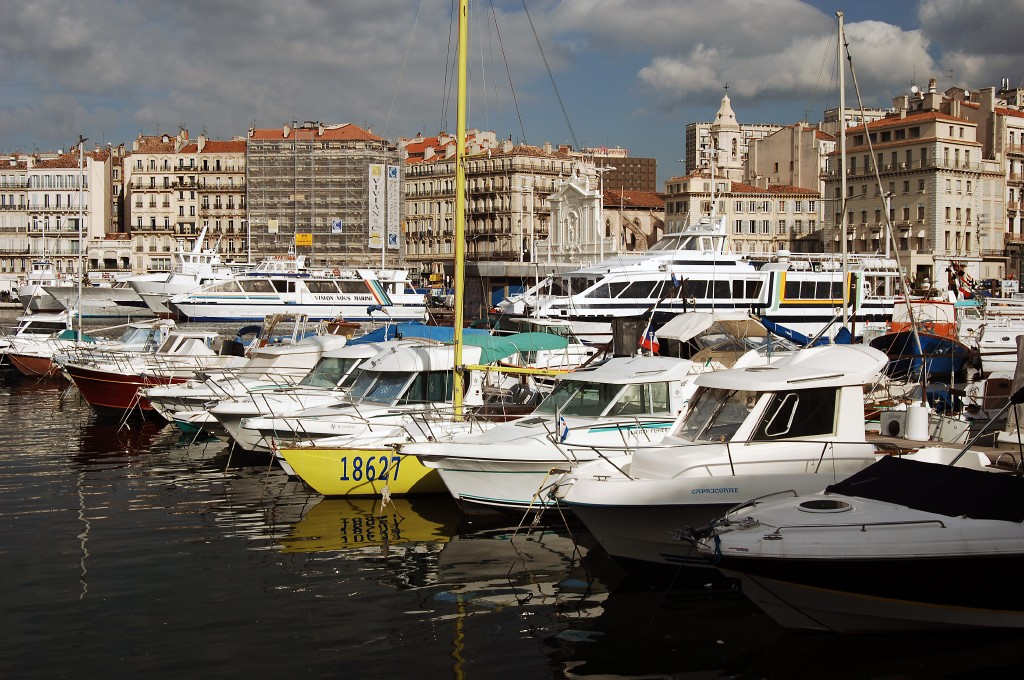
Старий порт у 2006 році
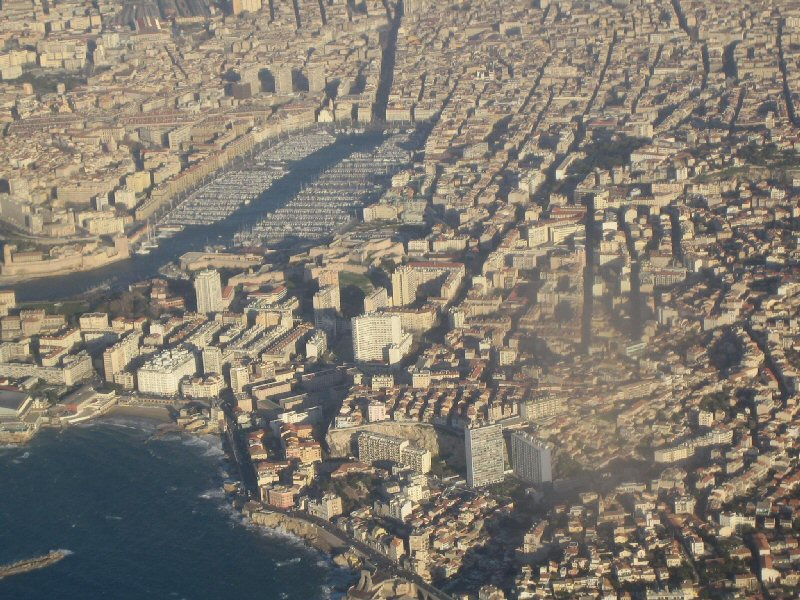
Вид на Старий порт
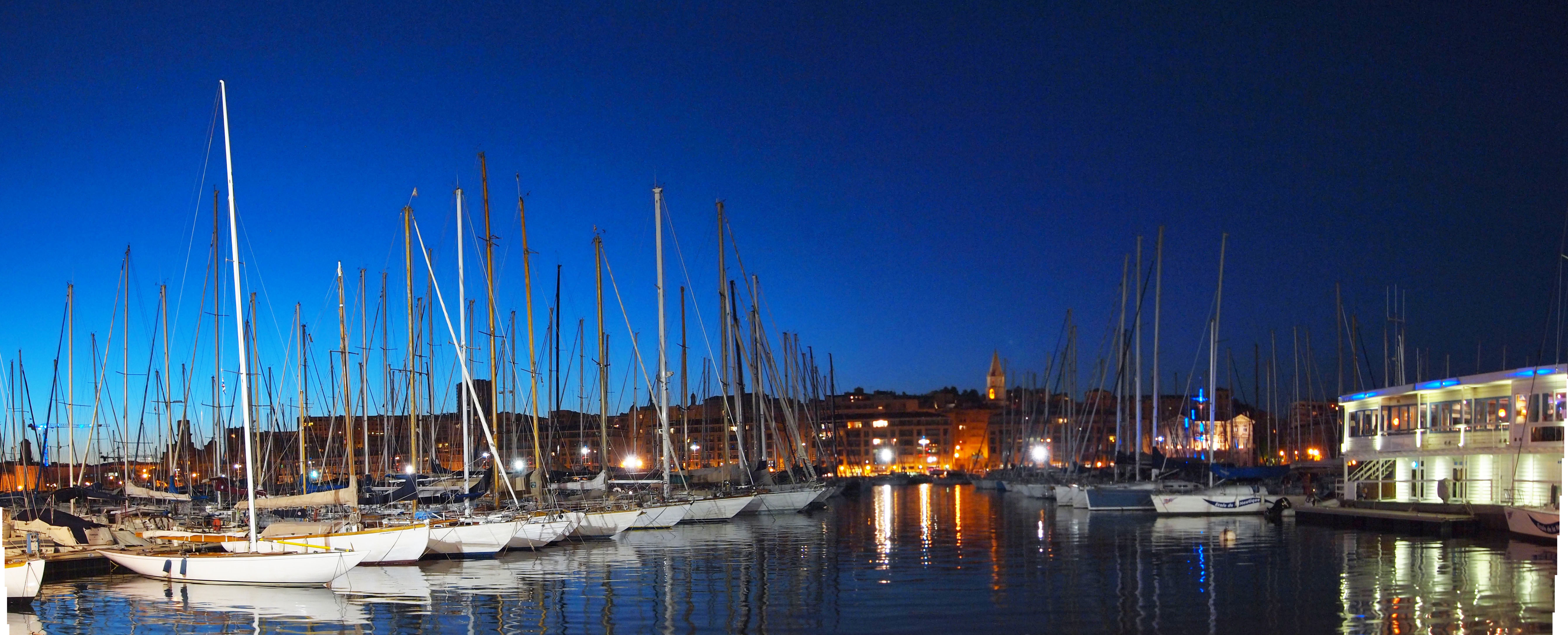
Старий порт вночі